# 2863 Ben Mayer
A 2863 Ben Mayer (ideiglenes jelöléssel 1981 QG2) a Naprendszer kisbolygóövében található aszteroida. Edward L. G. Bowell fedezte fel 1981. augusztus 30-án.